# Fiebrigella breviventris
Fiebrigella breviventris är en tvåvingeart som först beskrevs av Becker 1916.  Fiebrigella breviventris ingår i släktet Fiebrigella och familjen fritflugor. Inga underarter finns listade i Catalogue of Life.